# Los Cimientos, Zirándaro
Los Cimientos är en ort i Mexiko.   Den ligger i kommunen Zirándaro och delstaten Guerrero, i den södra delen av landet, 240 km sydväst om huvudstaden Mexico City. Los Cimientos ligger 550 meter över havet och antalet invånare är 184.
Terrängen runt Los Cimientos är lite bergig. Runt Los Cimientos är det glesbefolkat, med 11 invånare per kvadratkilometer. Närmaste större samhälle är San Rafael, 7,6 km sydväst om Los Cimientos. I omgivningarna runt Los Cimientos växer huvudsakligen savannskog.